# Vračar
Vračar (en serbe cyrillique : Врачар) est une municipalité de Serbie. Elle figure parmi les 17 municipalités constituant la ville de Belgrade et elle fait partie des 10 municipalités urbaines qui composent la ville de Belgrade intra muros. Au recensement de 2011, elle comptait 55 463 habitants.
Avec une superficie d'environ 3 km2, Vračar est la plus petite municipalité de Serbie mais aussi la plus densément peuplée du pays. C'est une municipalité résidentielle et un grand centre commerçant de la ville de Belgrade. Le monument le plus important de la municipalité est l'église Saint-Sava, dont la construction s’est étendue sur une grande partie du XXe siècle. Sur le plateau de Vračar se trouve également la Bibliothèque Nationale de Serbie.

## Localisation
Vračar est entourée par cinq autres municipalités de Belgrade : Voždovac au Sud, Zvezdara à l’Est, Palilula au Nord-est, Stari grad au Nord et Savski venac à l’Ouest. Elle est généralement délimitée par trois grands boulevards : le Boulevard de la Libération, le boulevard du Sud et le boulevard du Roi Alexandre.

## Histoire

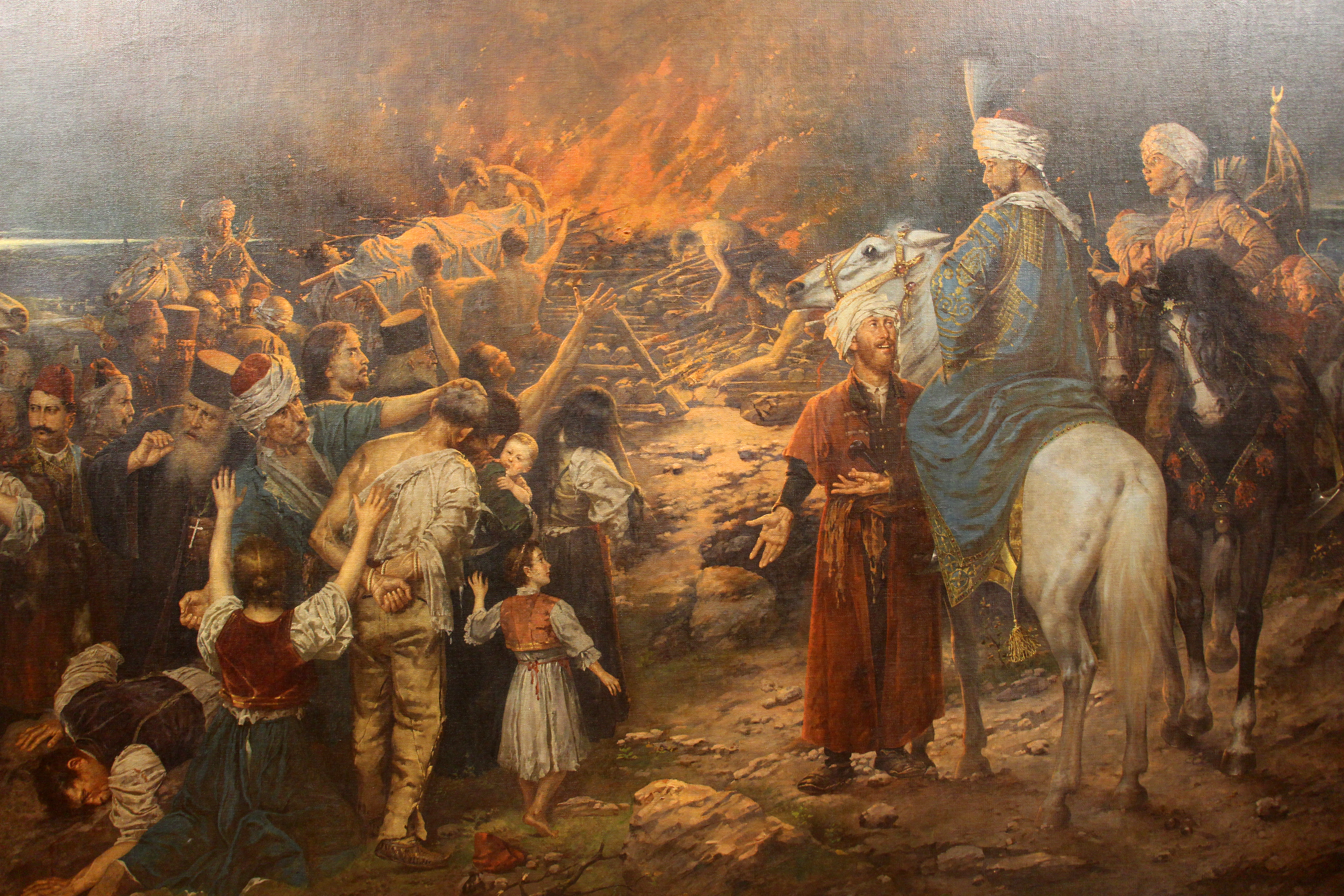
L'Autodafé des reliques de Saint Sava par Stevan Aleksić (1912)

Vračar est situé sur le plateau de Vračar. Son nom provient d’un mot serbe vrač qui signifie le « médecin » ; il est attesté pour la première fois en 1495 dans des documents turcs. En 1560, la ville est mentionnée comme un « village chrétien » situé à l’extérieur de la forteresse de Belgrade ; à cette époque, il ne comptait de 17 foyers. C’est probablement sur le plateau de Vračar que Sinan Pacha, le 27 avril 1594, brûla les reliques de Saint Sava arrachées au monastère de Mileševa où elles reposaient depuis 1236 ; il voulait ainsi punir la population serbe révoltée.
Au début du XIXe siècle, tandis que la ville de Belgrade restait encore aux mains des Ottomans, le prince Miloš Obrenović ordonna qu'on reconstruise la ville selon des caractéristiques occidentales ; c’est ainsi que Vračar fut dotée de larges rues et de grands boulevards, avec des parcs et des monuments. La ville abrita les bâtiments administratifs du pays. De nombreux architectes vinrent de toute l’Europe pour participer à la construction de cette « nouvelle Belgrade ». Après 1867, date à laquelle les garnisons turques quittèrent la forteresse de Belgrade, ils étendirent leur travail aux ruines laissées par les combats.

## Quartiers

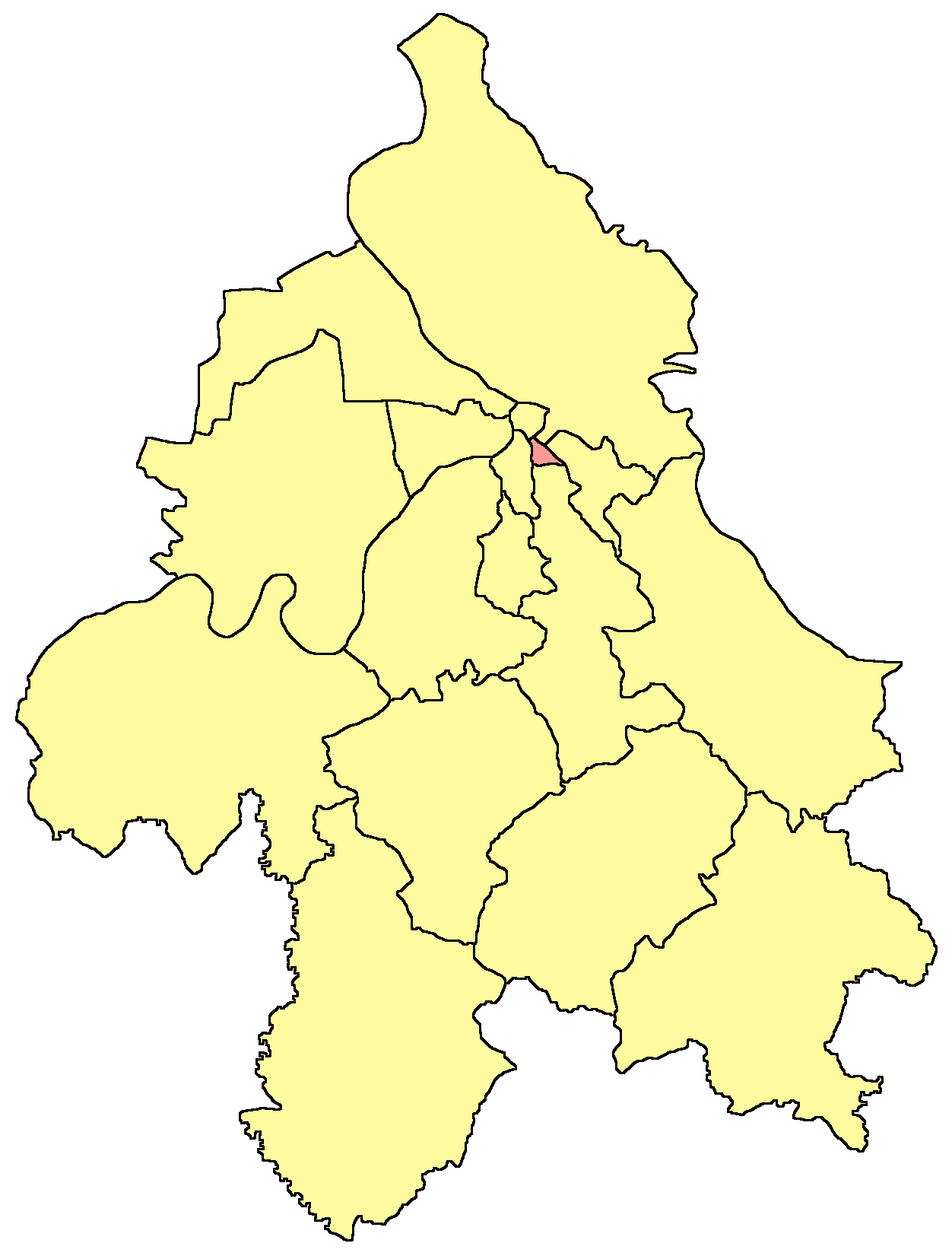
Localisation de la municipalité de Vračar dans la ville de Belgrade

La municipalité de Vračar est composée des quartiers suivants :
| - Crveni krst - Cvetni trg - Čubura | - Englezovac - Gradić pejton - Kalenić | - Krunski venac - Neimar - Savinac | - Slavija - Vračar |

## Démographie

### Évolution historique de la population
| 1961   | 1971   | 1981   | 1991   | 2002   | 2011   |
| ------ | ------ | ------ | ------ | ------ | ------ |
| 88 422 | 84 291 | 78 862 | 67 438 | 58 386 | 55 463 |

## Religion
Sur le plan religieux, la municipalité de Vračar est essentiellement peuplée de Serbes orthodoxes. Elle relève de l'archevêché de Belgrade-Karlovci (en serbe cyrillique : Архиепископија београдско-карловачка), qui a son siège à Belgrade.
L'église catholique du Christ-Roi est situé au n° 23 de la rue Krunska et le monastère catholique de la Sainte-Croix au n° 17 de la même rue.

## Politique

### Élections locales de 2008
À la suite des élections locales serbes de 2008, les 59 sièges de l'assemblée municipale de Vračar se répartissaient de la manière suivante, :
| Parti                                                           | Sièges |
| --------------------------------------------------------------- | ------ |
| Parti démocratique                                              | 26     |
| Parti radical serbe                                             | 10     |
| Parti libéral-démocrate                                         | 7      |
| Parti démocratique de Serbie                                    | 5      |
| Parti socialiste de Serbie - Parti des retraités unis de Serbie | 3      |
| Parti progressiste serbe - Nouvelle Serbie                      | 3      |
| Autres                                                          | 5      |

Branimir Kuzmanović, membre du Parti démocratique du président Boris Tadić, a été élu président (maire) de la municipalité de Vračar,.
Le Parti démocratique du président Boris Tadić a son siège au no 69 de la rue Krunska.

### Élections locales de 2012
À la suite des élections locales serbes de 2012, les 45 sièges de l'assemblée municipale de Vračar se répartissaient de la manière suivante :
| Parti                                                           | Sièges |
| --------------------------------------------------------------- | ------ |
| Un choix pour un Vračar meilleur                                | 25     |
| Donnons de l'élan à Vračar                                      | 7      |
| Parti démocratique de Serbie                                    | 5      |
| Prokret                                                         | 4      |
| Parti socialiste de Serbie - Parti des retraités unis de Serbie | 4      |

Branimir Kuzmanović, membre du Parti démocratique de l'ancien président Boris Tadić, a été réélu président de la municipalité de Vračar.

## Administrations et ambassades
Quatre ambassades sont situées dans la rue Krunska : celles de Turquie (no 1), de Bosnie-Herzégovine (no 9), du Brésil (no 14), de Belgique (no 18) et de Hongrie (no 72).

## Architecture

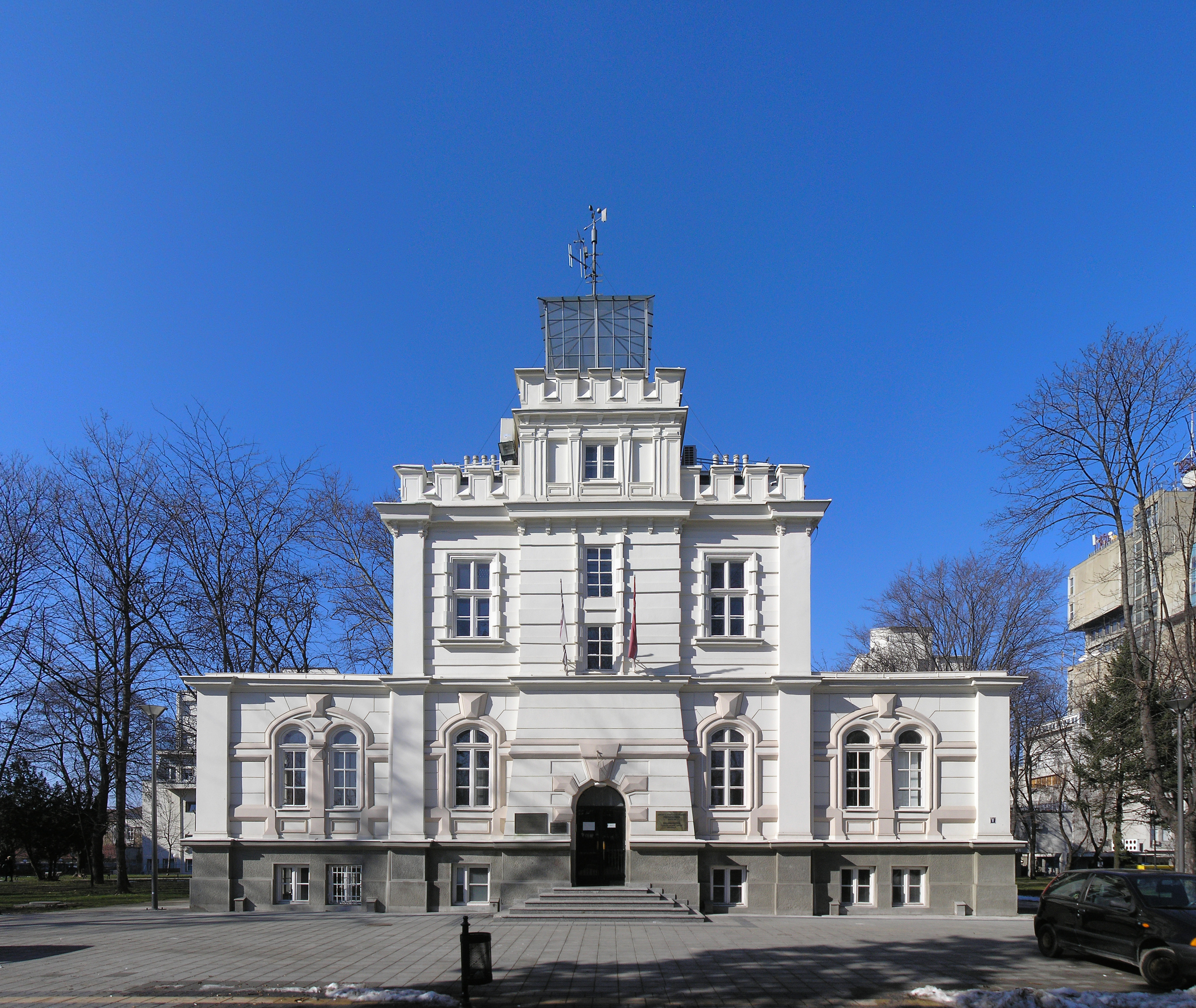
L'observatoire météorologique de Belgrade.

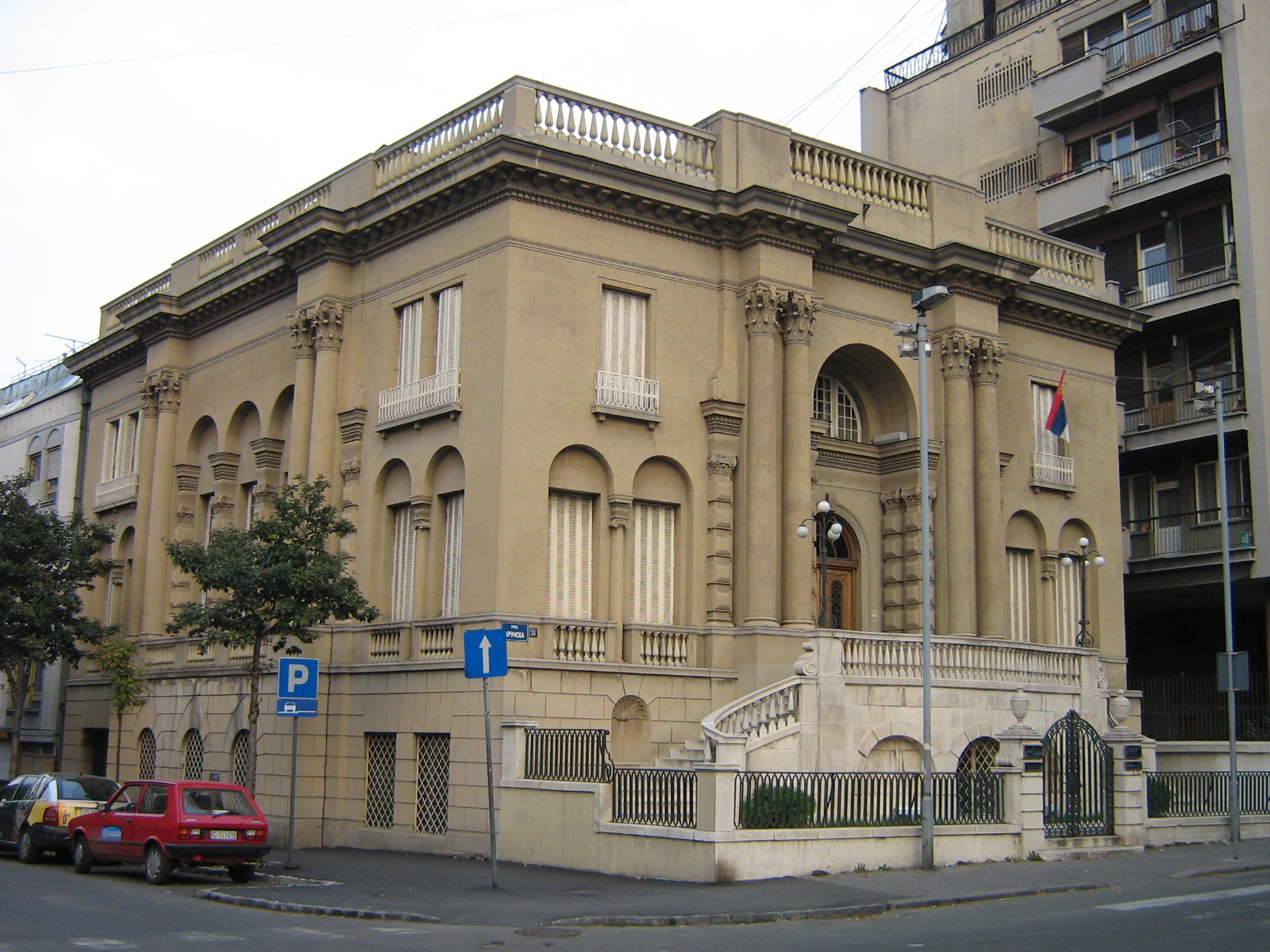
La maison de Đorđe Genčić, aujourd'hui musée Nikola-Tesla.

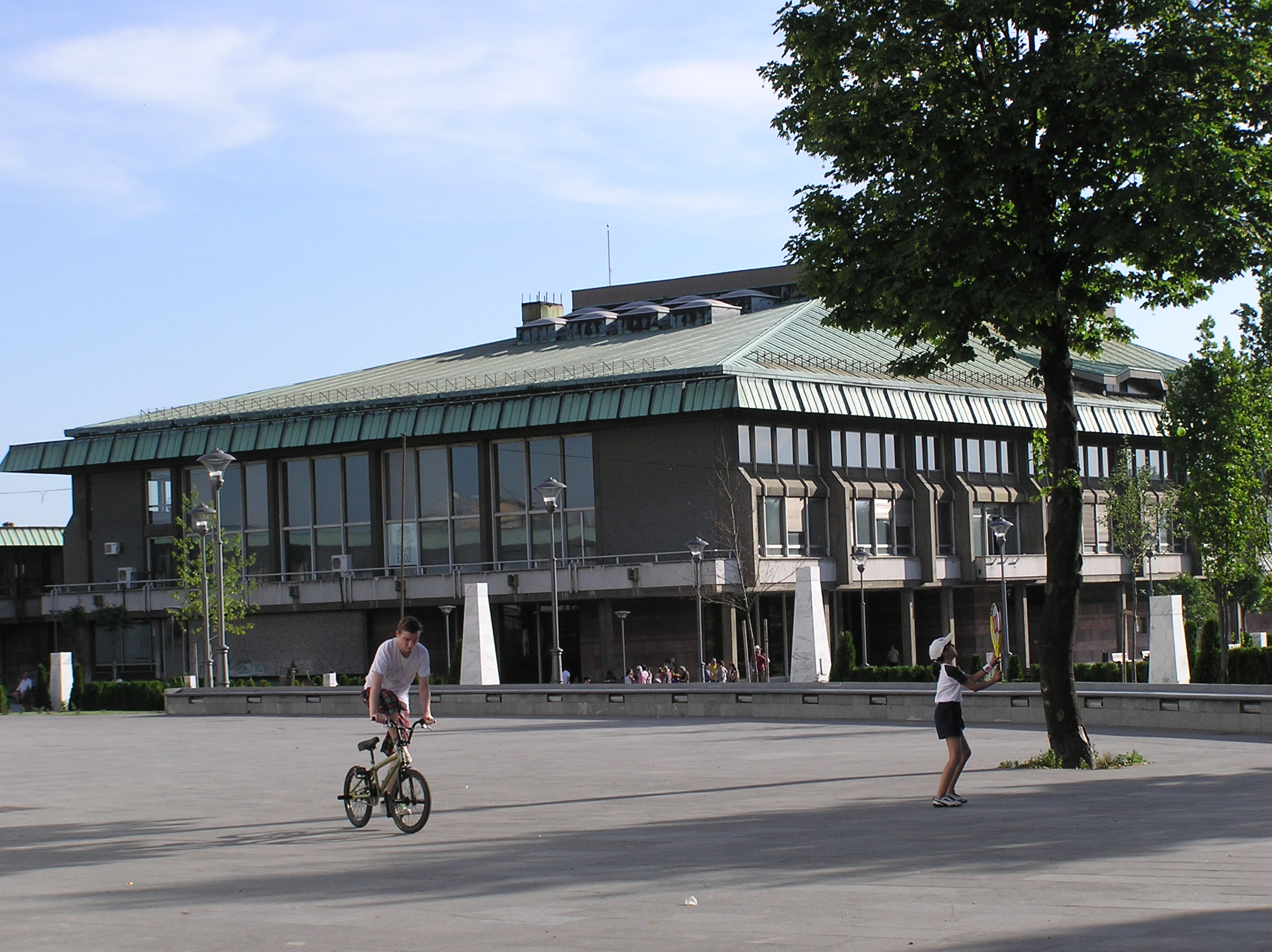
La Bibliothèque nationale de Serbie.

Bien nationaux
- le bâtiment du 3e lycée de Belgrade (15 rue Njegoševa et 33 rue Svetozara Markovića), 1906[18],[19]
- l'observatoire météorologique de Belgrade (8 Bulevar oslobođenja), 1890-1891[20]
- le Karađorđev park, 1806-1848[21]
- les vestiges de Singidunum (Kalemegdan), Ier-VIIe siècles[22],[23]

Biens culturels de la ville de Belgrade
- l'archevêché de Belgrade (20 rue Svetozara Markovića), 1884[24]
- la maison de Milan Zloković (76 rue Internacionalnih brigada), 1927[25]
- la maison de Momir Korunović (10, rue Lamartinova), 1924[26]
- la maison de Bogdan Gavrilović (11, rue Mišarska), 1898-1899[27]
- la maison du colonel Elezović (20, rue Njegoševa), 1927[28]
- la maison Flašar (16 rue Kornelija Stankovića), 1932[29]
- la maison de Đorđe Genčić (51, rue Krunska), 1927-1929[30]
- la maison des frères Krstić (5, rue Kralja Milutina), fin du XIXe siècle[31]
- la maison de Mihailo Popović (35, rue Kursulina), 1905[32]
- le monument et cimetière des libérateurs de Belgrade en 1806 (Karađorđev park), 1848[33]
- la Bibliothèque nationale de Serbie (1, rue Skerlićeva), 1966-1972[34]
- la maison des frères Nikolić (11, rue Njegoševa), 1912-1914[35]
- la maison de la famille Popović (5, rue Radivoja Koraća), 1928[36]
- la maison de Đorđe Jovanović (6, rue Skerlićeva), 1926[37]
- le bâtiment de l'association des journalistes serbes (28 rue Resavska), 1934[38]
- la maison socialiste du peuple (3, rue Makenzijeva), 1888[39]
- la maison de la Société pour l'embellissement de Vračar (1 rue Njegoševa), 1902[40]
- l'école de musique Stanković (1, rue Kneza Miloša), années 1890[41]
- le laboratoire national de chimie (25 rue Kralja Milutina et 12 rue Njegoševa), 1882[42]
- la kafana Tri lista duvana (18, Bulevar kralja Aleksandra), 1882[43]
- la maison du voïvode Petar Bojović (25; rue Trnska), 1928[44]
- la croix Vozarev[45]

## Culture
Le musée Nikola-Tesla est situé au n° 51 de la rue Krunska ; consacré à l'inventeur et ingénieur américain d’origine serbe Nikola Tesla (1856-1943), il a été créé en 1952 et abrite une importante collection : plus de 160 000 documents originaux, plus de 2 000 livres et journaux, 1 000 objets, historiques ou scientifiques, 1 500 photographies et 1 000 plans et dessins.
L'atelier de sculpture de Jovan Ćeranić se trouve au n° 5 de la même rue.

## Éducation
L'école maternelle Nada-Purić est située dans la rue au n° 68 de la rue Krunska. L'école de musique Josif Marinković (en serbe : Muzička škola Josif Marinković) est située au no 8 de la rue,. L'internat des élèves des élèves du collège Jelica Milovanović est située no 8 de la rue Krunska. La résidence Belgrade Eye est située au no 6 de la même rue et la résidence Eurostar au no 21. L'Institut médical des étudiants {en serbe : Zavod za zdravstvenu zaštitu studenata) est situé au no 57 de la rue.

## Économie
Le siège de la société AltanaPharma est situé au n° 24/14 de la rue Krunska ; elle fait partie du groupe PharmaMedia. la société Cvetić dent, située au no 6 de la rue, travaille dans le domaine de la stomatologie, proposant des soins dentaires et toutes sortes de prothèses dentaires. Koniel (au n° 46) travaille dans le secteur de l'électricité et de la mécanique. La société Miteco, qui a son siège au no 11 de la rue Kruska, créée en 2004, travaille dans le domaine du retraitement des déchets.
La Deutsche Gesellschaft für Technische Zusammenarbeit (GTZ), qui propose une assistance technique à l'État serbe, est également située dans la rue, au no 80.